# Kawasaki P-1
Il Kawasaki P-1 è un pattugliatore oceanico quadrimotore a getto, progettato e costruito dalla divisione aeronautica dell'azienda giapponese Kawasaki Heavy Industries, con il quale i nipponici intendono sostituire il diffusissimo P-3 Orion. A differenza di molti aerei da pattugliamento marittimo, che sono in genere conversioni di progetti civili, il P-1 è un velivolo marittimo appositamente costruito senza essere derivato da un aereo civile ed è stato progettato sin dall'inizio per questo ruolo.

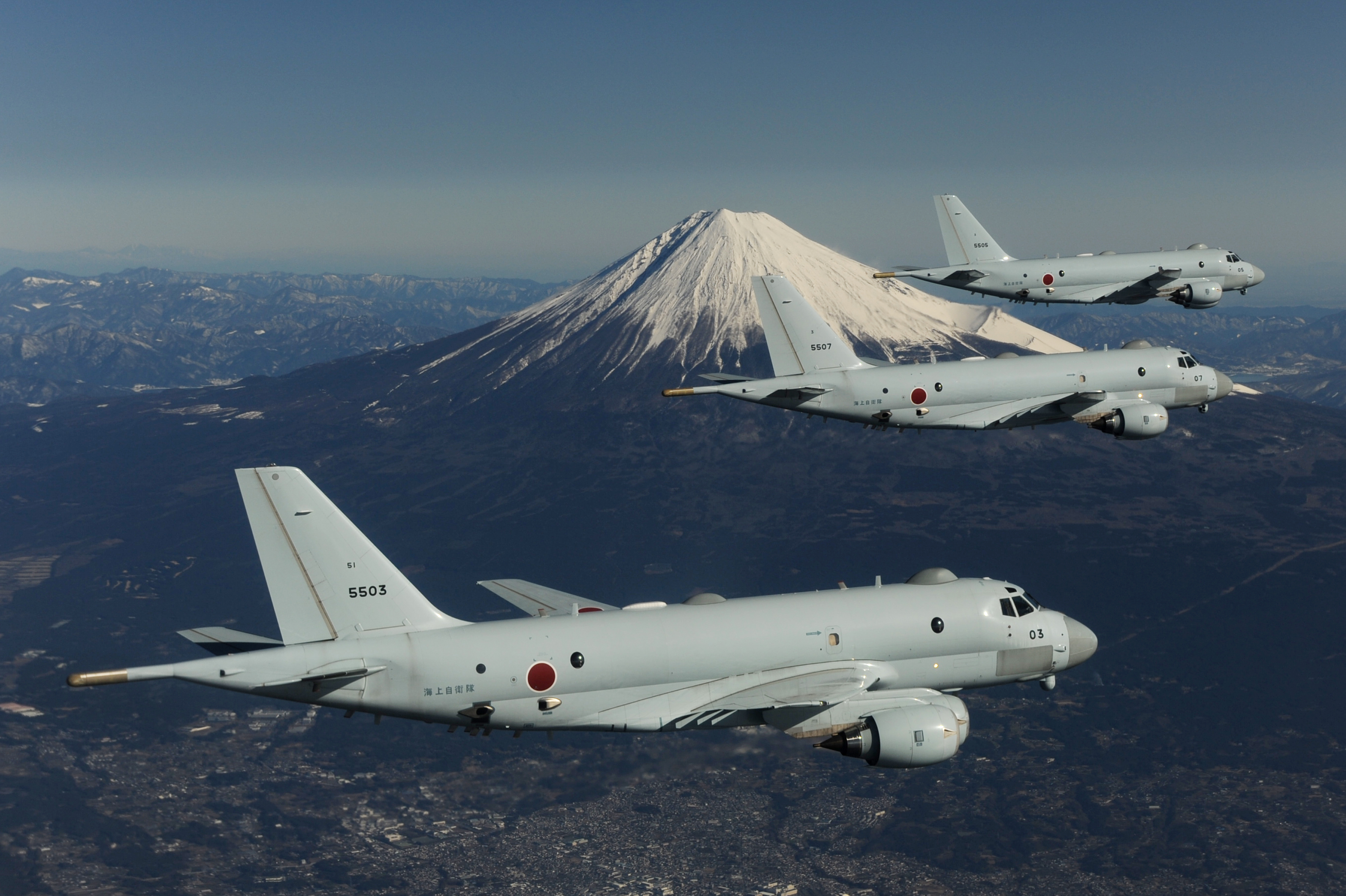
Kawasaki P-1 sopra il monte Fuji.

## Storia
Il programma originariamente fu denominato P-X e aveva le seguenti caratteristiche: l'aereo doveva essere spinto da 4 turboreattori di concezione interamente nazionale; avere una architettura convenzionale per la sua categoria con ala bassa, capace di raggiungere una velocità massima di 830 km/h, un'autonomia di 8.000 km e un raggio d'azione massimo di circa 2.450 km. 
L'azienda giapponese presentò nel 2007, cioè appena 6 anni dopo l'inizio dell'intero programma, il prototipo del P-1 insieme a quello del C-X in un doppio roll-out avvenuto nel piazzale degli stabilimenti di Gifu.

### Programma[2]
L’impegno di pattugliamento marittimo della JMSDF è notevole con voli quotidiani nelle acque circostanti Hokkaidō e nel Mar del Giappone, ma anche nel Mar della Cina Orientale, e per prendere immagini dei campi petroliferi di Shirakaba (denominata Chunxiao dalla Cina) nel Mar della Cina Orientale. Lo sviluppo della potenza navale cinese ha proceduto di conserva con l’espressione della volontà di espansione territoriale anche nel Mar della Cina Meridionale, con la disputa per le Isole Spratly dinanzi alle coste sudoccidentali. 
I primi veri velivoli antisommergibili giapponesi furono 16 Lockheed P2V-7 Neptune nuovi di fabbrica, consegnati nel 1955-58, che andarono ad armare i primi 2 squadroni nel 1956 e nel 1958. Seguirono, poi, negli anni altri 48 velivoli, assemblati dal 1959 ai primi anni ‘60 dalla Kawasaki nel suo stabilimento di Gifu. Significativamente, già negli anni '60, il Giappone mostrò una forte volontà di indipendenza in materia di pattugliatori marittimi e, anziché passare direttamente al P-3A, avviò nel 1963 il programma del P-2J, basato sul P2V-7 con fusoliera allungata davanti all’ala, impianto propulsivo costituito da 2 turboeliche General Electric T64-IHl-1 OE, costruite da Ishikawajima-Harima e da 2 turbogetti Ishikawajima-Harima J3lHl-7D (al posto rispettivamente dei Wright R-3350 radiali e dei J34 ausiliari del P2V-7), equipaggiamento elettronico migliorato, a partire dalla sostituzione del vecchio radar APS-20 con il più capace APS-80 che all’epoca veniva montato sui Lockheed P-3A/B dell’US Navy. Il prototipo volò il 21 luglio 1966 ed il primo di 82 P-2J di produzione realizzati dalla Kawasaki fu consegnato alla Marina nel novembre 1966. Nell’estate 1971 la Defence Agency emise le specifiche per il PX-L successore del P-2J che doveva essere spinto da 4 turbofan General Electric TF34-GE-2 da 9.000 libbre, avere un peso totale di 54.430 kg di cui 6.350 di armamenti ed un equipaggio di 10 uomini. Le specifiche comprendevano 7 ore di pattugliamento 407 km/h a 840 km dalla base (raggiungibile entro un'ora), e una velocità massima di crociera di 925 km/h. Il programma doveva essere lanciato nel 1972  e coprire 2 cellule statiche e 2 per i flight test con inizio voli nel 1977, con il primo squadrone da formare nel 1980. Il contratto di ricerca preliminare fu assegnato a fine 1971 e Kawasaki provò un modello scala 1:10 in galleria disegnando e integrando il sistema computer dati in cooperazione con Hitachi, Tokyo-Shibaura e Fujitsu. Nel 1972 venne assegnato a Kawasaki un contratto di studio e progettazione iniziale e a Gifu venne realizzato il simulacro a piena scala con 4 turbofan GE TF34. il prototipo doveva volare nel 1977 con consegna del primo esemplare di produzione nel 1980. La JMSDF prevedeva l’acquisizione di 100-150 esemplari, ma davanti ad un costo stimato di 4 miliardi di dollari il Governo ordinò una revisione completa del programma con la creazione di uno speciale gruppo di valutazione. Questo presentò un report al National Defence Council in cui si diceva che la soluzione nazionale era auspicabile, ma che era inevitabile esaminare possibili alternative di un modello di transizione. In quel periodo il Giappone ricevette ogni genere di offerte: dal P-3 al Nimrod, ad un'apposita versione del Boeing 707-320C e del Boeing 737-200, quest'ultimo trasformato in quadrimotore.

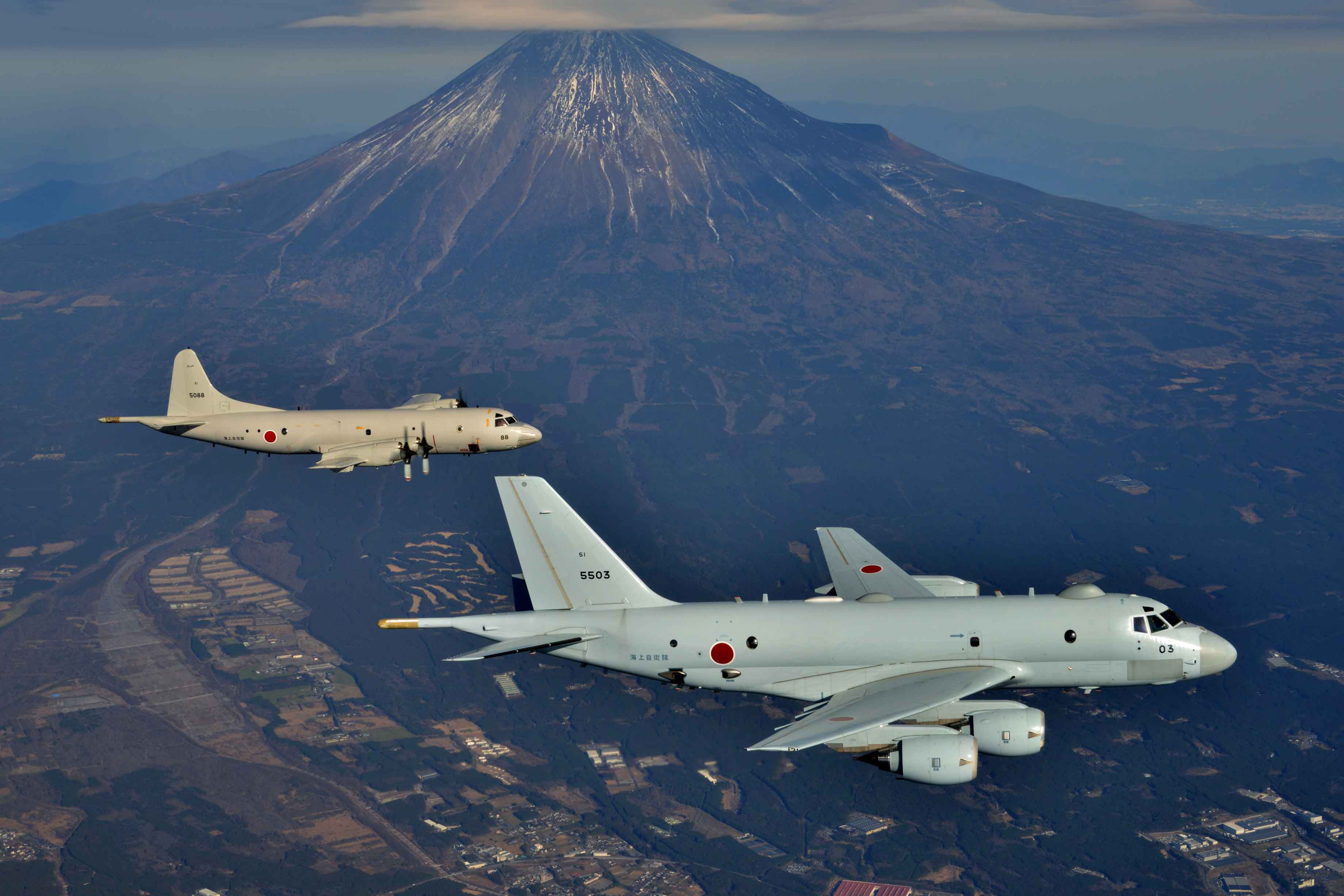
Un P-3C Orion in volo insieme a un Kawasaki P-1 in primo piano.

Poi, nel maggio 1975, venne presa la decisione di acquistare il P-3C con una richiesta di 34-50 aerei da assemblare o costruire su licenza in Giappone. Secondo i piani, 6 velivoli sarebbero stati forniti completi seguiti da 9 in kit da assemblare, prima di passare alla produzione su licenza. Ai primi del 1976, il previsto ordine per i P-3C (30-50 con consegne da metà 1978) per la specifica P-XL venne congelato a tempo indeterminato per le cause A Lochkeed Aircraft Corporation di aver pagato una ventina di milioni di dollari per promuovere la vendita dell'aereo in Giappone.
L'impasse rilanciava la proposta di Kawasaki per il P-XL turbofan, ma anche con un immediato "go-ahead", considerando che i primi 2 prototipi sarebbero stati completati solo nel 1982 con la consegna del primo esemplare di produzione nel migliore dei casi nel 1984.
Venne valutata anche la continuazione della produzione del P-2J i cui ultimi 6 esemplari erano in costruzione con l’ultimo in consegna a marzo 1977 (in realtà.slittato poi al 1979). 
Si parlava all’epoca di un costo del P-3C di 27 milioni di dollari contro 30 del PX-L. 
A quel momento Ia JMSDF disponeva, per il pattugliamento a lungo raggio, di 20 P-2H, 61 P-2J, 24 S-2A Tracker e 16 PS-1; con la radiazione di P-2H e Tracker, nel 1982 sarebbero rimasti solo 70 P-2J e i PS-1 e la radiazione dei P-2J sarebbe iniziata nel 1991 per concludersi nel 1993. 
A fine 1976 ripresero quindi i colloqui per il P-3C e, dopo alti e bassi, a fine agosto 1977, il National Defence Council anticipò l'approvazione di un accordo per un primo lotto di 45 P-3C da consegnare secondo i piani originali tra il 1978 ed il 1987. L'ordine per i primi 8 fu a inizio 1978, con i primi 3 forniti direttamente da Lockheed, i successivi 4 assemblati con componenti Lockheed ed i restanti costruiti su licenza. I primi 5 aerei dovevano essere consegnati alla JMSDF nel 1981 e altri 5 nel 1982. I restanti 35 sarebbero stati ordinati nel 1980 (5), 1981 (5), 1982 (6), 1983 (10) e 1984 (9) con consegne nel 1983-1987. Era calcolato che circa il 90% dei velivoli e del loro contenuto sarebbe stato costruito dall'industria giapponese. Il primo di 4 squadroni sarebbe divenuto operativo nel 1983. Kawasaki ha consegnato l’ultimo di 101 P-3C nel settembre 1997 e l’ultimo EP-3C da guerra elettronica nel 1998; il programma venne chiuso nel 2000 con 3 UP-3D da addestramento alla guerra elettronica.

### Il P-X e il C-X[2]
Risolto il problema del velivolo “interim”, la JDA (Japan Defense Agency )  prevedeva il lancio dello sviluppo su piena scala del nuovo Aereo da pattugliamento marittimo nel 2000, e un ingresso in servizio con la JMSDF per il 2008. 
Così il programma del P-1, all’epoca sempre P-X, venne ripreso e finalmente avviato dalla JDA nell’anno fiscale 2001 (che si chiudeva il 31 marzo 2002) come parte di un unico megaprogramma comprendente 2 grossi aerei: il P-X per la JMSDF, dedicato al pattugliamento marittimo, e il C-X per la JASDF (Japan Air Self Defence Force), destinato al trasporto, che avrebbero dovuto utilizzare componenti strutturali ed equipaggiamenti comuni come finestrini del cockpit, sezioni alari esterne, stabilizzatore orizzontale, APU (Auxiliary power unit), parte del cruscotto, computer, sistema comandi di volo, luci anticollisione e unità di controllo carrello. 

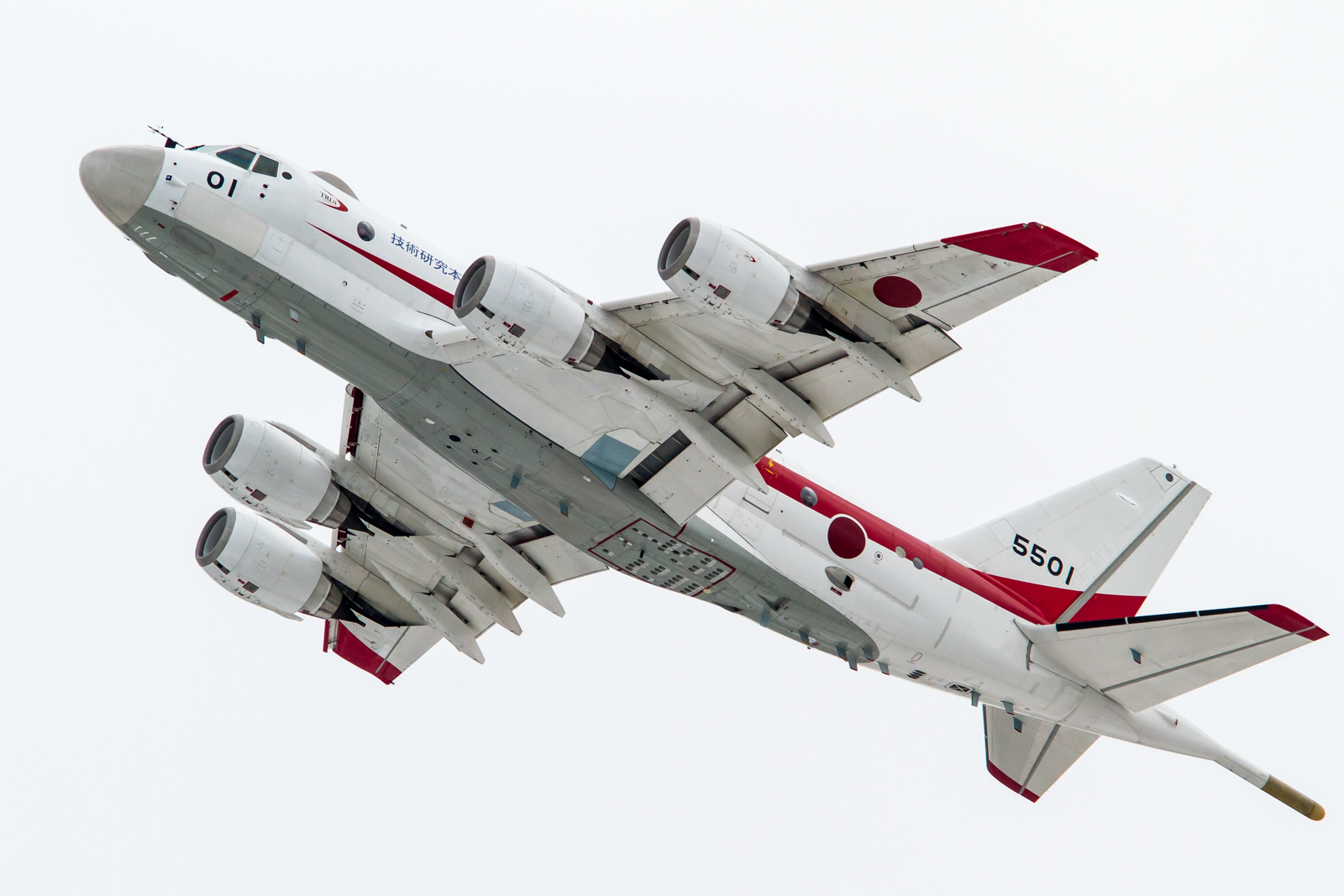
Una inquadratura che mostra la grande ala del prototipo XP-1.

In questo modo si sperava di risparmiare circa 95 miliardi di yen (218 milioni di dollari). Il programma prevedeva cellula, motori e sistemi di missione di sviluppo nazionale ed il ricorso il più possibile a prodotti COTS (Commercial-Oft-The-Shelf) per ridurre i costi di sviluppo e produzione. Kawasaki venne scelta nel novembre 2001 come capocommessa ed al programma partecipavano anche altre società giapponesi come la NlPPl Corporation (che forniva i grandi raccordi ala-fusoliera). All’epoca del lancio, la JMSDF prevedeva di acquisire 80 P-X per sostituire la linea di P-3C Orion e la JASDF voleva 44 C-X per sostituire C-1A e C-130, con ingresso in servizio rispettivamente nel 2011 e nel 2012. Il primo volo del P-X era previsto nel 2007. 
La prima di 2 cellule per le prove statiche (n°01) completata da KHI fu consegnata il 13 ottobre 2006 al TRDI (Technical Research and Development Institute) del Ministero della Difesa e trasportata da Gifu allo Strenght Test Center presso l’Air Systems Research Center della TDRl a Tachikawa City, Tokyo, per l’applicazione di attuatori e strumenti di misurazione di carico. Proprio per migliorare e accelerare le prove strutturali e le relative attività di certificazione, nel gennaio 2006 MTS Systems aveva ricevuto dalla JDA un contratto di 16,2 milioni di dollari per un nuovo sistema di prove statiche in cui la cellula restava in posizione sospesa con una libertà di posizione di 6° e con cui potevano essere fatte anche prove sul carrello. 
ll primo XP-1 (n°1) effettuò il roll-out nel luglio 2007 in contemporanea con il primo C-X presso la South Plant dello stabilimento Kawasaki di Gifu. Il 28 settembre 2007 ebbe luogo il primo volo di un’ora dell’XP-1 a Gifu con ai comandi i piloti Cap. Akihiro Sekido e il collaudatore della Kawasaki Toshinao Nìbaba e con a bordo altri 9 tecnici.

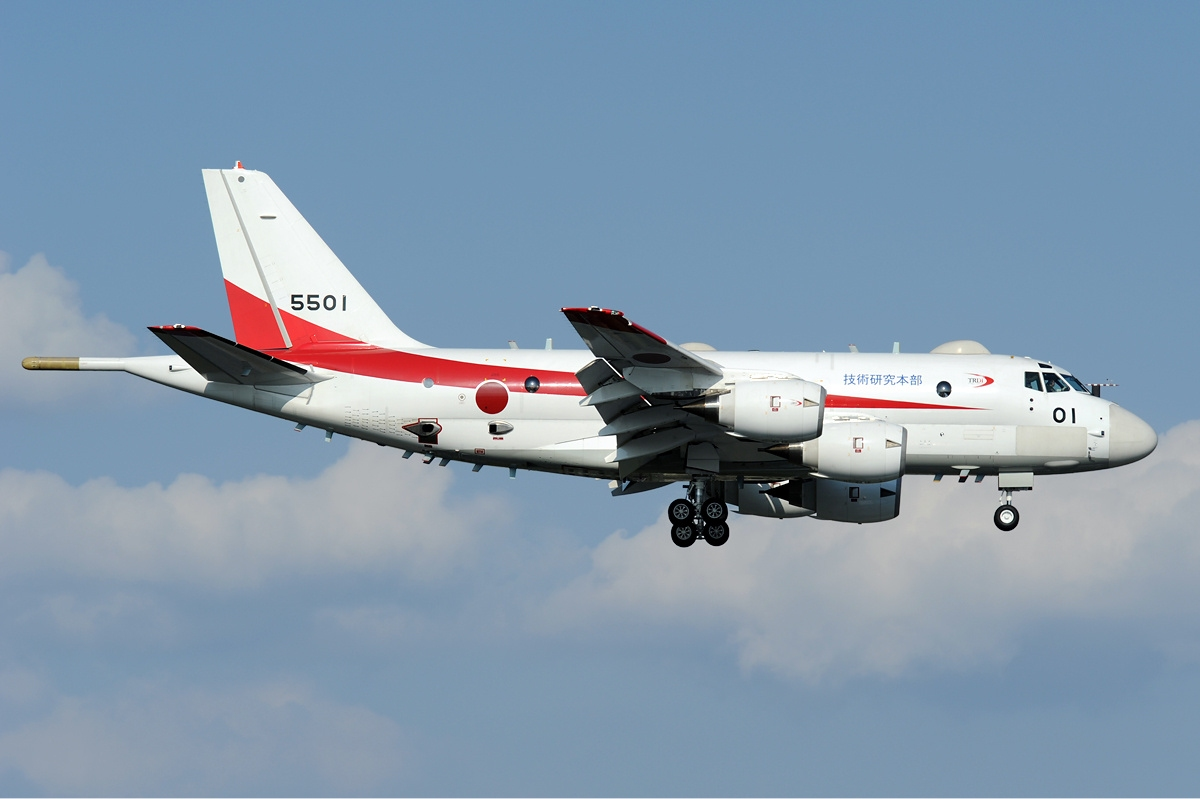
Vista laterale del prototipo XP-1.

Il primo XP-1 di prova fu consegnato al Ministero della Difesa il 29 agosto 2008 dopo 11 mesi di prova della ditta costruttrice, il secondo (n°2) nell’ottobre 2008 e gli altri 2 entro il marzo 2009. Tutti e 4 furono impegnati nel programma di prove in volo. L’originale prototipo XP-1 n°1 sarebbe poi stato convertito in UP-1 nel giugno 2015 per servire allo sviluppo di tutte le modifiche e all’integrazione di sistemi e armamenti sulla flotta P-1. 
Nel marzo 2010 Kawasaki Heavy Industries aveva consegnato 4 XP-1 destinati alle prove e per la fine dell’anno prevedeva di completarne altri 4. Di questi, i primi 2 aerei dovevano essere consegnati per la fine del marzo 2012 e gli altri 2 per la fine del marzo 2013. A quel punto la Marina intendeva sostituire circa 80 P-3C con circa 70 (o 65) P-1. 
Nel “Midterm Defense Building Plan” del dicembre 2010 erano compresi 10 esemplari in 5 anni per un costo di circa 200 miliardi di yen; gli aerei dovevano essere 20, ma il numero era stato tagliato per questioni di bilancio.
Il primo P-1 venne assegnato al 51° FAS il 29 marzo 2013 ed era destinato, assieme al secondo, a 2 anni di prove di volo prima di essere impegnato in missioni di pattugliamento marittimo. Il primo reparto operativo a ricevere il nuovo aereo è stato, nel 2015, il 3° FAS che ha completato il riequipaggiamento nell’agosto 2017 quando il suo 32º Flight ha riconsegnato l’ultimo P-3C. 
Il 13 maggio 2013, durante un volo di prova sul Pacifico, si verificò un incidente. Il velivolo era impegnato in picchiate da 10.000 m per verificare la stabilità del sistema avvisatori quando la combustione del carburante nei 4 motori divenne instabile e tutti cessarono di funzionare per alcuni istanti. L’MSDF ed il costruttore del motore IHI Corp avviarono subito un’inchiesta e verificarono che un malfunzionamento delle valvole di iniezione del carburante non aveva permesso un sufficiente flusso di carburante ai motori. il 27 settembre venne annunciata la causa dell’incidente e in ottobre gli aerei, che erano stati messi a terra come misura prudenziale, tornarono a volare dopo che i 5 esemplari schierati a Atsugi erano stati riparati. 
Nel febbraio 2015, 2 velivoli si trasferirono sulla MCAS Kaneohe Bay, Isole Hawaii, per i lanci di prova e di valutazione del missile AGM-84 Harpoon. 
Nel 2017 vi è stato il vero debutto sulla scena internazionale al Salone di Parigi in cui erano presenti 13 aziende giapponesi del settore, tra cui la Kawasaki, che ha presentato il P-1 in statica; era prevista anche la dimostrazione di volo, ma sono state effettuate solo delle prove nei giorni precedenti il Salone. ll P-1 era in servizio nel 2017 in 17 esemplari distribuiti su 4 basi operative ed una addestrativa. Le assegnazioni di fondi nei vari anni fiscali (19 aprile-31 marzo) sono state le seguenti: 
- FY 2008 4 unità per 67,9 miliardi di yen
- FY 2010 1 unità per 21,1 miliardi di yen
- FY 2011 3 unità per 54,4 miliardi di yen
- FY 2013 2 unità per 40,9 miliardi di yen
- FY 2014 3 unità per 59,4 miliardi di yen
- FY 2015 20 unità per 350,4 miliardi di yen

In pratica dalla fase di produzione a basso ritmo si è passati nel FY 2015 a quella su piena scala con 20 unità in produzione al ritmo di 5 esemplari all’anno, a fronte di un fabbisogno complessivo di almeno 70 macchine.

### Tecnica[2]
Il P-1 monta un'ala convenzionale con una freccia di 25° con slat su tutto il bordo di attacco e flap Fowler a curvatura singola su quello di uscita. Le ali e la deriva verticale sono costruite da Fuji Heavy Industries, mentre il piano orizzontale di coda da KHI, responsabile anche della sezione anteriore della fusoliera. Le sezioni centrale e posteriore di fusoliera sono realizzate da Mitsubishi Heavy Industries (MHI) e il carrello da Sumitomo Precision Products.
Nel dicembre 2004 la JDA annunciò la scelta del motore XF7-10 che sarebbe stato sviluppato da lshikawajima-Harima Heavy Industries (IHI) con la collaborazione di altre società nazionali. Si trattava di un impegno notevole anche se IHI aveva sviluppato in precedenza l’F3-IHI-30 da 3.680 libbre per l’addestratore Kawasaki T-4.
Il motore risultante era un turbofan ad alto rapporto di diluizione basato sull’XF5-1 a basso rapporto, sviluppato con il TRDI del Ministero della Difesa giapponese e con la partecipazione di KHI e MHI. I prototipi furono assemblati e provati dalla JDA, ma gli esemplari di produzione sono realizzati da un team guidato da lHl. 

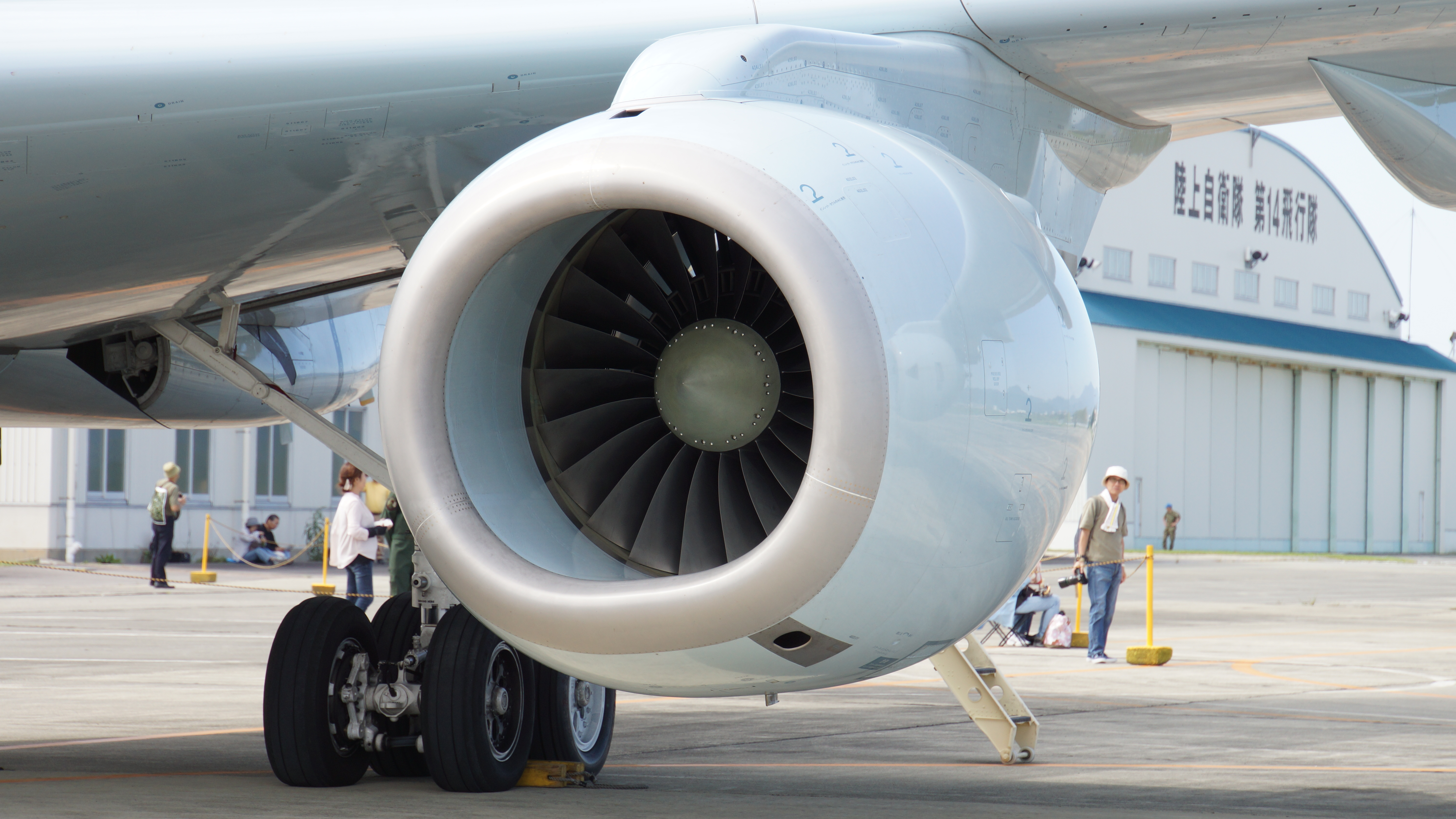
Uno dei quattro motori turbofan F7-10 del P-1.

Il propulsore riprendeva sotto vari aspetti il General Electric CF34-8, alla cui produzione partecipavano sia lHl che KHI, con la differenza principale di un aumento del rapporto di bypass da 5 ad 8,2 ottenuto con un piccolo aumento della sezione del motore e con vantaggi per l’efficienza e la silenziosità. Inizialmente vennero costruiti 5 esemplari dell'XF7 e le prove al banco iniziarono nel settembre 2002. Uno dei primi motori venne montato su un trasporto Kawasaki C-1 al posto di uno dei 2 JT8D, mentre gli altri 4 furono usati per le prove a terra PFRT (Preliminary Flight Rating Testing) dal secondo trimestre 2001 all'agosto 2007. Nel 2005 vennero realizzi altri 2 motori configurati con relative gondole e questi furono seguiti ai primi del 2006 da 4 F7-10 certificati peril volo destinati al prototipo XP-1. Altri 3 motori furono ordinati a fine 2006 per le prove di qualifica.
Il motore ha emissioni al di sotto degli standard ICAO ed è più silenzioso del T56 del P-3C con 76 dB al minimo e 70,6 al decollo. La gondola è dotata di inversori di spinta con un sistema General Electric. La silenziosità è importante perché ritarda la scoperta acustica da parte dei sensori del possibile bersaglio.  L’F7-10 è lungo 2,7 m con un diametro di 1,4 m ed un peso a secco di 1.240 kg. La spinta è di 60 kN/13.500 libbre e l’SFC (Specific Fuel Consumption) è di 0,34 kg/ora/daN. Il motore è realizzato con materiali resistenti alla corrosione salina.

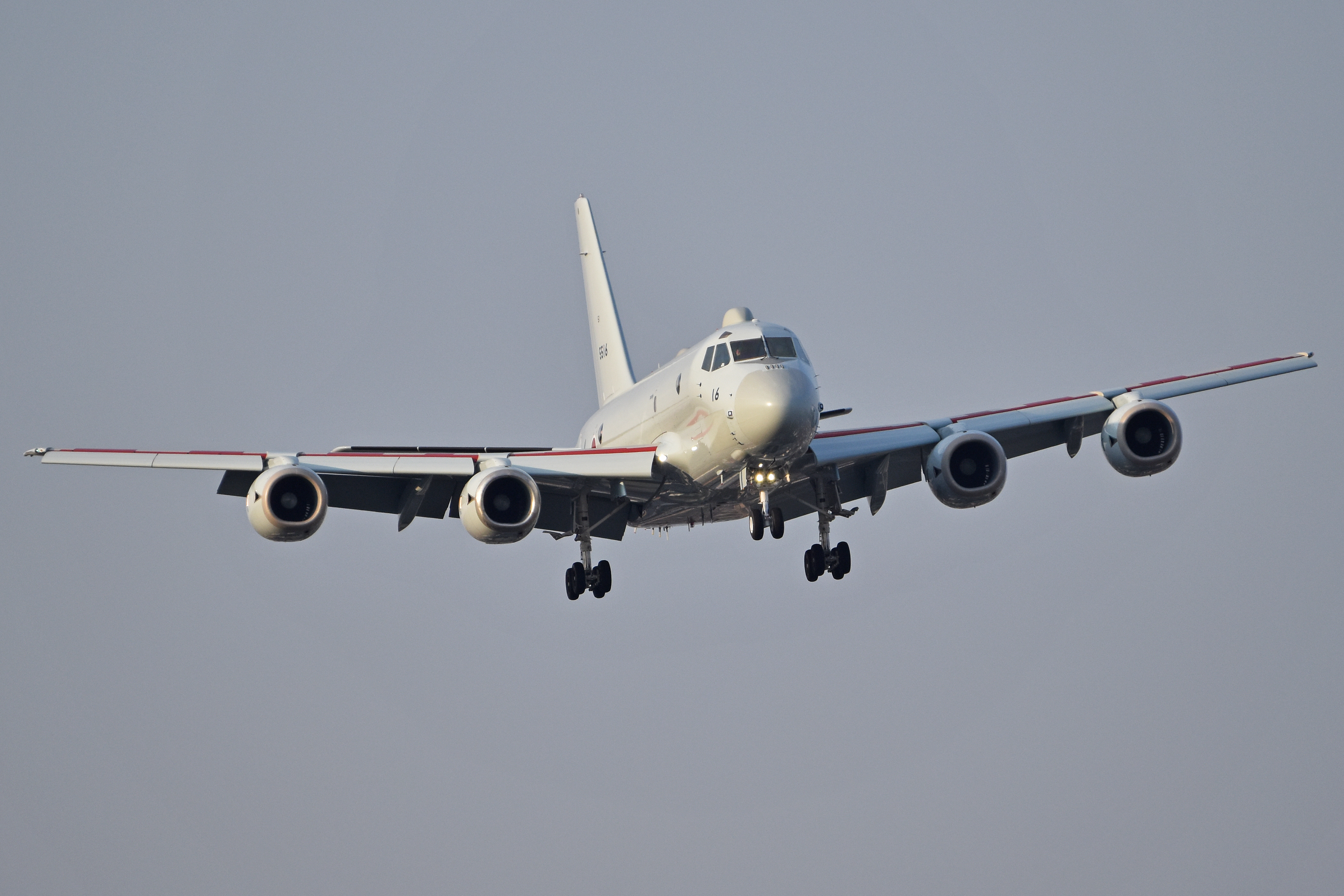
Vista frontale del Kawasaki P-1.

ll P-1 monta un sistema di controllo FBL (Fly-By-Light) simile al diffuso FBW (Fly-By-Wire) ma che, al posto dei tradizionali cablaggi e interfacce comunicazioni tra i comandi, il computer di controllo e gli attuatori delle superfici, usa un sistema a fibre ottiche che non solo aumenta l’efficacia e l’affidabilita, ma riduce l’interferenza elettromagnetica con gli equipaggiamenti di missione del velivolo. La tecnologia è stata provata a lungo sull’UP-BC prima di essere integrata sul P-1.

### Sensori e avionica[2]
La suite sensori integrata è composta da vari apparati. Il radar AESA (Active Electronically Scanned Array) HPS-106 in banda X è stato sviluppato congiuntamente da Toshiba e TRDI (Technical Research and Development Institute); il sensore ha 4 antenne (nel muso, sui fianchi della sezione anteriore della fusoliera al di sotto del cockpit e in coda) per coprire continuamente i 360° ed utilizza elementi in GaN. Il radar ha varie modalità di impiego: ricerca di bersagli in superficie, aria-aria, navigazione, meteo, SAR (Synthetic Aperture Radar) e ISAR (Inverse Synthetic Aperture Radar, che sfrutta il movimento del bersaglio per creare immagini 2D ad alta definizione per facilitare l’identificazione).

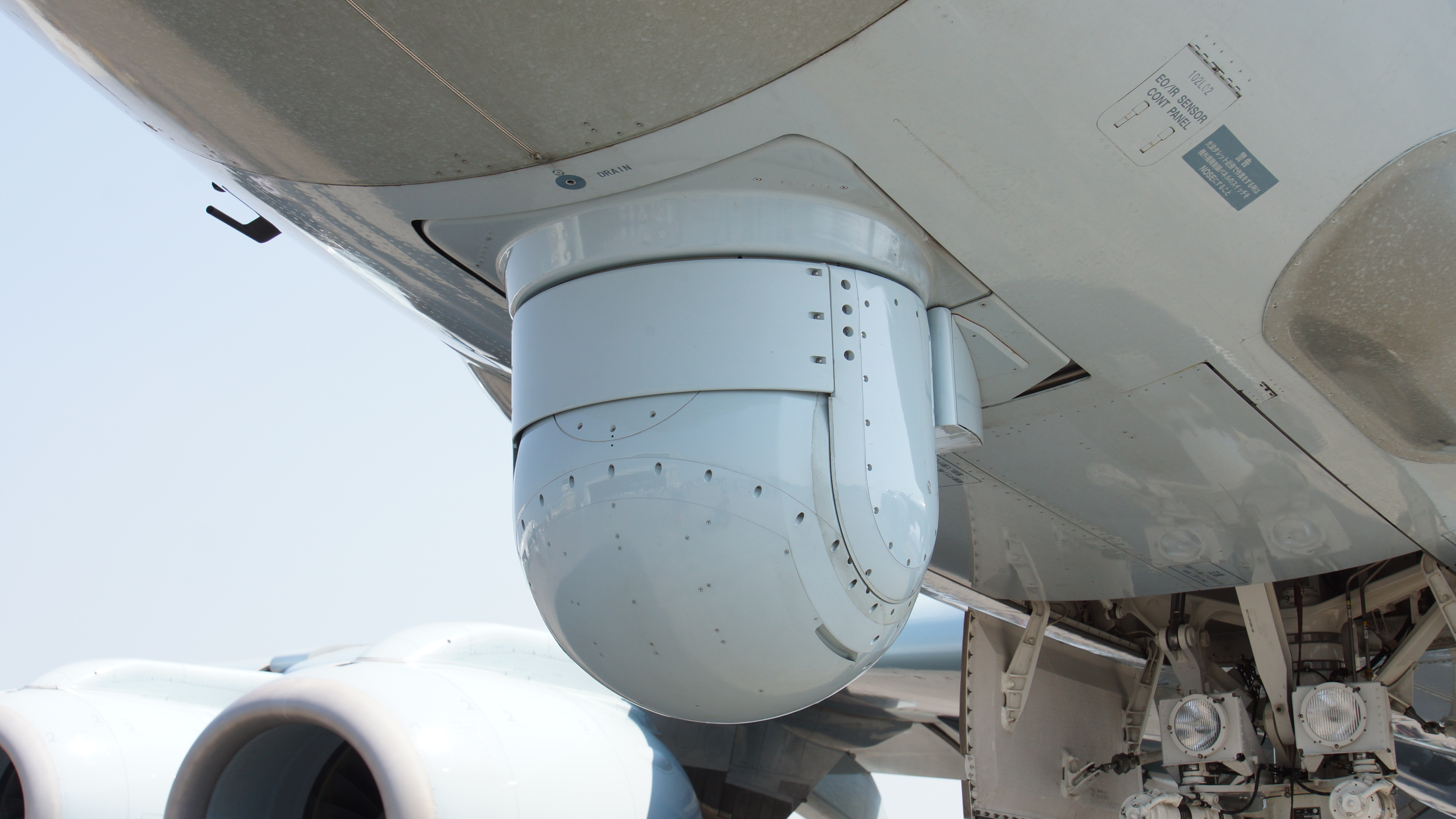
Il sensore elettro-ottico HAQ-2 del P-1.

Il sensore elettro-ottico HAQ-2 di Fujitsu, collocato in torretta retrattile sotto al muso, è composto dal FLIR (Forward-Looking infraRed), che fornisce immagini termiche e visione notturna assistendo anche la navigazione e telecamere per la ripresa di immagini negli spettri del visibile e del quasi infrarosso. Gli altri sensori sono l’ESM HLR-109B di Mitsubishi Electric con antenna nel radome dorsale anteriore, la suite di autoprotezione HLQ-9, sempre di Mitsubishi Electric e dotata di sensori RWR (Radar Warning Receiver) e MAWS (Missile Approach Warning System), con associati lanciatori chaff/flare, il sonar della Nippon Electric Company mentre il resto della suite ASW è della Shinko Electric.
Il 18 febbraio 2004, per equipaggiare l’allora P-X, venne scelto il MAD (Magnetic Anomaly Detection) AN/ASQ-508(V)  di CAE che firmò un contratto di licenza di costruzione con Mitsubishi Electric Corporation per il prototipo ed i successivi velivoli di produzione; il modello montato sugli aerei di produzione è I’HSQ-102 che Mitsubishi Electric ha integrato con propri equipaggiamenti appoggiandosi alla tecnologia MAD di CAE. L’apparato ha un raggio di scoperta di circa 1.200 m (massimo 1.900 m) per cui richiede di volare a quote e velocità molto basse, cosa che il P-1, per la sua configurazione aerodinamica e motoristica, può fare molto bene. 

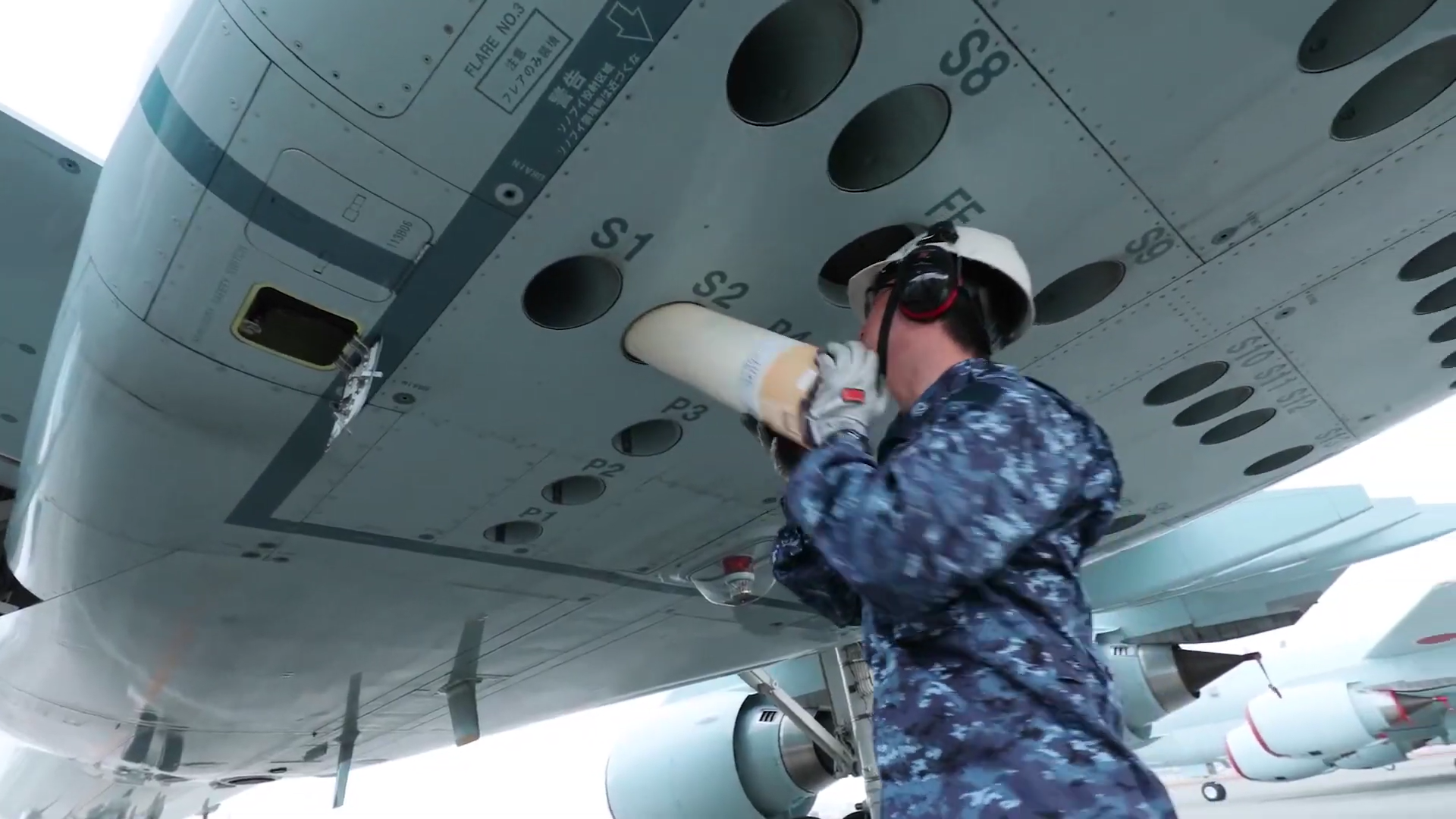
Il carico di una boa acustica sul P-1.

Il P-1 ha a bordo 30 boe acustiche già inserite nei tubi di lancio ed altre 70 immagazzinate per la ricarica dei tubi.
Il sistema acustico si compone dell’elaboratore segnali HQA-7 di NEC, del ricevitore boe acustiche HRQ-1 (con antenne sui portelloni della stiva bombe), del registratore dati HQH-106 e del controllore boe HAS-107.
Al Salone di Singapore, ai primi del 2016, Honeywell annunciò che il P-1 avrebbe impiegato la sua APU (Auxiliary Power Unit) 131 -9J, montata in coda davanti allo stabilizzatore (per non interferire con il MAD inserito all’estremità posteriore), e vari altri equipaggiamenti: EPWS (Enhanced Proximity Warning System) e Smart Traffic Collision Avoidance System, il sistema di controllo pressione in cabina, la valvola di spillaggio aria dello starter dei motori, l'illuminazione interna ed esterna, l'unità ossigeno individuale, la turbinetta ausiliaria estraibile, il sistema di spillaggio aria ed il dispenser delle boe acustiche.
Il cockpit del P-1, molto ampio, ospita oltre ai 2 piloti anche un ingegnere di volo ed un osservatore; il “glass cockpit” è composto da 6 display LCD multifunzione e da 2 HUD (Head-Up Display) di Shimadzu Corporation (comuni al C-2). In cabina seguono la postazione del TACCO (Tactical Coordinator)  e dell’operatore NAV/COM rivolte nel senso di volo e 4 postazioni per gli addetti ai sensori rivolte verso la fiancata sinistra. Il TACCO ha a disposizione il sistema ACDS (Advanced Combat Direction System) HYQ-3 di Toshiba che, usando la tecnologia a intelligenza artificiale, analizza le informazioni provenienti dai vari sensori e presenta le soluzioni ottimali di attacco riducendo il carico di lavoro ed i tempi di reazione. Andando verso coda, prima del portello principale di accesso, vi è il compartimento di lancio delle boe acustiche e quindi la postazione dell’osservatore posteriore e l’area di riposo dell’equipaggio. 
Il sistema radio di bordo è un UHF/VHF HRC124 con equipaggiamento di comunicazioni satellitari HRC-123 di Mitsubishi Electric con antenna al disotto del radome posteriore sul dorso della fusoliera. 

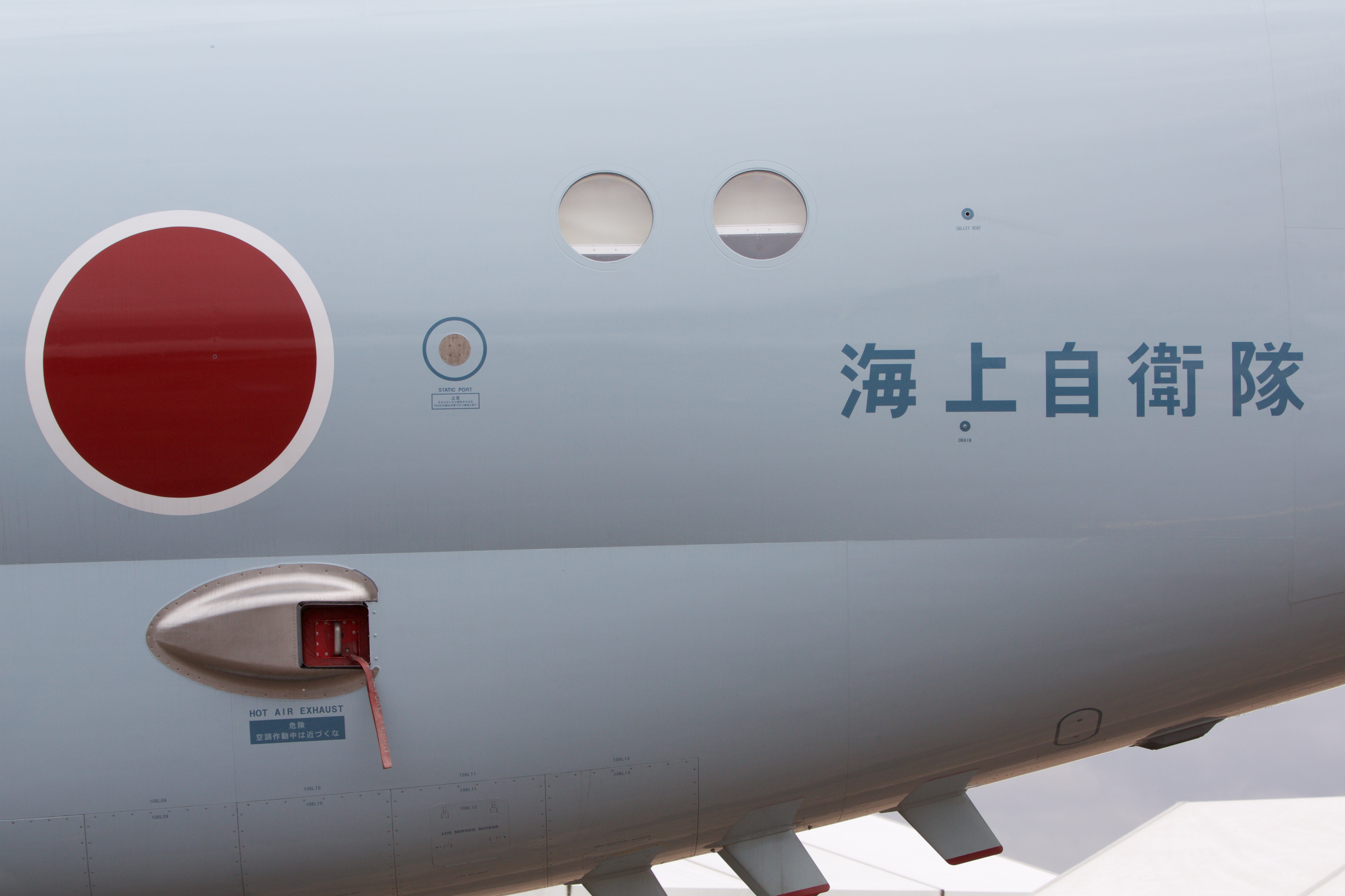
Alcune delle antenne del P-1 montate sulla fusoliera.

Il velivolo è equipaggiato con un terminale MlDS-LVT compatibile con il Link 16 per scambiare dati di bersaglio e altre informazioni con aeromobili da combattimento e pattugliamento parimenti equipaggiati e unità di superficie come i cacciatorpediniere Aegis. 
L’IFF (identification Friend or Foe) è l’HPX-105 con 2 set di 4 antenne N-AT-347 poste subito davanti al parabrezza e ventralmente.

### Armamento[2]
Nel giugno 2005 Smiths Aerospace venne scelta per fornire il sistema di gestione dei carichi (stiva e piloni subalari) che si basava sulla nuova Universal SCU (Stores Control Unit) sviluppata e costruita dalla Smiths Aerospace. L’armamento, per un totale di circa 9 t, è contenuto nella stiva interna posta davanti al cassone alare con 8 punti di attacco mentre l’ala dispone di 8 punti di attacco con piloni BRU-47/A da 2.000 libbre. La stiva ha dimensioni paragonabili a quelle del Nimrod della RAF e notevolmente superiori a quelle d P-3C e P-8. Tra i vari armamenti, oltre a bombe, siluri (Mk-46, Type 97/G-RX4, Type 12/G-RX5), mine e cariche di profondità, vi sono missili AGM-84 Harpoon, AGM-65 Maverick e i missili antinave nazionali ASM-1C. È prevista l’integrazione di armamenti a guida laser e GPS.

## Utilizzatori
Giappone
Il principale utilizzatore è il Giappone, ma non sono mancate le attenzioni di altri paesi che lo hanno preso in considerazione. Anche l'Italia ha mostrato un certo interesse per una possibile acquisizione.
- Kaijō Jieitai

I primi 2 P-1 sono stati consegnati il 26 marzo 2013, con previsione di acquisto di circa 70 aerei.
Nel 2024 erano stati ordinati un totale di 48 aerei e consegnati 34 già in servizio operativo.

## Velivoli comparabili
Stati Uniti
- Boeing P-8 Poseidon